# Тіт Флавій Постумій Тіціан
Тіт Флавій Постумій Тіціан (лат. Titus Flavius Postumius Titianus; (? — після 306) — державний діяч Римської імперії.

## Життєпис
Походив зі знатного роду Флавіїв Тіціанів. За жіночою лінією був родичем Постуміїв Фестів. Син Постумія Аннія Тіціана, члена жрецької колегії арвальських братів. Здобув гарну освіту, виявив хист до красномовства.
Спочатку був імператорським кандидатом на посаді квестора і претора. До 291 року обіймав посаду консула-суффекта, але достеменна дата невідома. За іншою версією, він був зведений в ранг консуляра. Між 286 і 293 роком був коректором (намісником) Цизальпійської Галлії і чиновником, відповідальним за виконання імператорських вироків. Під час своєї каденції побудував і освятив храм Непереможного Сонця в Комумі.
Між 292 і 293 роком був коректором Кампанії, ставши першою відомою особою на цій посаді. У 293/294 або 294/295 році був чиновником з проконсульським імперієм, відповідальним за стан акведуків і поставки зерна до Риму (Consularis aquarum et Miniciae). У Тіціана був помічником його клієнт Тіт Елій Поеменій, який присвятив йому напис після закінчення терміну його повноважень. До 295 року Тіціан був призначений на дві жрецькі посади: авгура і понтифіка Непеможного Сонця. З липня 295 до липня 296 року обіймав посаду проконсула Африки. Пізніше  став дуодецемвіром Риму (duodecemvir urbis Romae).
У 301 році став ординарним консулом разом з Віріем Непоціаном. 305 року призначений міським префектом Риму. Цю посаду обіймав до 19 березня 306 року. Продовжував виконувати свої жрецькі обов'язки за часів імператора Костянтина I. Також був куратором міст Лугдуна, Кали і ще одного, чия назва не збереглася. Подальша доля невідома.